# Adalberto Pereira dos Santos
Adalberto Pereira dos Santos  (Taquara, 11 avril 1905- Rio de Janeiro, 2 avril 1984) est un ancien vice-président de la république fédérative du Brésil de 1974 à 1979 sous la présidence d'Ernesto Geisel.
En 1918, il entre au Collège militaire de Porto Alegre, puis est diplômé de l'école de Guerre. Il combat durant la révolution constitutionnaliste de 1932. Participant à la Force expéditionnaire brésilienne (Força Expedicionária Brasileira) qui est intégrée à la 5e armée des États-Unis, il combat en Italie en 1944-1945. Lors de l'édition de l'Acte institutionnel numéro 5, il est le chef d'état-major de l'armée. De 1969 à 1973, il siège au Tribunal militaire supérieur et est affilié à l'Aliança Renovadora Nacional.